# Golfo de Ancud
El golfo de Ancud  es un extenso cuerpo de agua localizado en el océano Pacífico en la región austral de Chile; mide 52 nmi de mayor ancho en dirección NW-SE por 52 nmi de largo en dirección general N-S. Limita por el norte con el seno de Reloncaví, por el este con el continente, por el sur con las islas del grupo Desertores y por el oeste con la costa este de la isla Grande de Chiloé.
Administrativamente depende de la región de Los Lagos. Baña las costas de las provincias de Chiloé, Llanquihue y Palena.

## Ubicación
El golfo de Ancud se extiende entre los siguientes límites:
- Por el norte: la punta Coronel, el lado sur de la península Challahué y el lado sur de las islas Abtao, Lagartija, Calbuco, Quenu Tabón, Chidguapi, Puluqui y Queullín hasta la punta Trentelhué.
- Por el este: la costa continental de la provincia de Palena desde la punta Trentelhué hasta la punta Tengo.
- Por el sur: el lado norte de las islas Desertores, y el lado norte de las islas Apiao, Alao y Quinchao hasta la entrada norte del canal Caucahué.
- Por el oeste: la costa oriental de la isla Grande de Chiloé desde la punta Tres Cruces hasta la entrada norte del canal Caucahué.[2]

## Geología y orografía
Tanto los golfos de Ancud y Corcovado como el seno de Reloncaví, son las cuencas de grandes lagos que, en época remota, formaron parte del valle central que luego se hundió por trastornos geológicos siendo invadidos por las aguas del océano dando origen a gran cantidad de islas, fiordos y canales.
La cordillera de los Andes se muestra como un relieve deprimido cuyas mayores altitudes corresponden a volcanes de alrededor de 2000 m s. n. m.; como el Puntiagudo 2493 m, Osorno 2652 m, Calbuco 2015 m, Michinmahuida 2440 m y Corcovado 2290 m

## Climatología
La región, en general, posee un clima templado lluvioso. La parte costera, salvo el sur de la isla de Chiloé, goza de un clima templado frío con lluvias invernales. Por otra parte, hacia el sur, el clima se caracteriza por no poseer estaciones secas, además de constantes lluvias.
Además de las frecuentes neblinas que se producen en diferentes épocas del año, debe tenerse en cuenta las grandes columnas de humo producidas por el roce de las selvas e incendios de bosques los que a veces dificultan la navegación.

## Oceanografía
La onda de marea a lo largo de la costa de Chile avanza de norte a sur; al llegar a la isla Grande de Chiloé se divide en dos, una que entra por el canal de Chacao y la otra por la boca del Guafo, encontrándose ambas a la altura de las islas Desertores y en el extremo noroeste del golfo de Ancud al sudeste de la punta Tres Cruces.
En las costas del golfo, cada día se observan generalmente dos pleamares y dos bajamares, muy desiguales principalmente respecto a la altura de las pleamares, en verano la diurna es más alta y en invierno es lo contrario. La amplitud de las mareas varía entre 3 y 7 m.
La corriente de flujo tira hacia el norte y la de reflujo hacia el sur. Su intensidad varía según el ancho y profundidad de los canales.
Las corrientes de marea desde el océano Pacífico, de flujo, que entran por el sur empujan las aguas del golfo hacia el norte y adentro. En el extremo NW del golfo, a unas 4 nmi al sudeste de la punta Tres Cruces, se encuentran con las aguas que entran por el canal de Chacao formando una notable línea de escarceo llamada la Raya de Tique. Estos escarceos a veces son muy peligrosos para las embarcaciones sin cubierta, muchas han naufragado al intentar atravesar esta Raya. La amplitud de la marea en las costas es considerable pero en el centro es bastante menor.
Las profundidades en el centro del golfo son grandes y en los lados norte y sur, irregulares. Hay algunos bajosfondos en el sector norte.

## Flora y fauna
La costa continental que contornea el golfo está cubierta casi en su totalidad por una vigorosa y espesa vegetación. En las islas esta vegetación es notablemente menos tupida. Entre los árboles se tiene el roble, el ulmo, el laurel, el ciruelillo y el avellano, estos dos últimos aptos para la construcción de muebles finos. El alerce y el ciprés para la construcción de edificios. El mañío, de color amarillo, empleado en ebanistería. Finalmente tenemos el tepú, el malí, el tiqué, el pelú y la luma, notable por su dureza.
Entre los frutales se encuentran el manzano, el cerezo, el peral, el ciruelo y el grosellero. Respecto a los cereales se cultiva trigo, centeno, cebada, linaza, nabos, zanahorias, betarragas, cebollas y finalmente la papa, que se encuentra en todas partes y es de excelente calidad.
En la costa y las islas se encuentran pocos representantes de la fauna silvestre, entre estos pocos tenemos el pudú, el zorro y el conejo que se ha multiplicado considerablemente. Entre los animales domésticos se encuentran los vacunos, los corderos, las cabras y los cerdos. Entre las numerosas aves de corral se crían pavos, gansos, pato doméstico, gallinas y canquenes.
Los más abundantes artículos de consumo son los peces y mariscos. Peces como la corvina, el róbalo, el pejerrey, el congrio, la sierra, el lenguado y el salmón. Los mariscos, de calidad sobresaliente, son la ostra, los choros, cholgas, locos, picos, erizos, machas, tacas, lapas, piures, navajuelas, quilmahues y caracoles.

## Economía
La economía se concentra en actividades agrícolas-pecuarias, silvícola, acuícola, pesca y turismo.
Destacan la alguicultura (algas marinas), miticultura, salmonicultura, agricultura de cereales, explotación forestal y, especialmente, el turismo, el cual se caracteriza por tener una variada gama de atracciones. En la zona existen espectaculares paisajes naturales, contando con numerosos lagos, bosques, ríos, playas, volcanes y cascadas.

## Descripción del sector norte

### Punta Coronel
- Mapa de la punta

Situada 1½ nmi al ESE de punta Barranco. Tiene una altura de 25 metros, sin vegetación y notable por ser un barranco de color amarillento. Marca el extremo oriental del canal de Chacao en su ribera norte y el extremo noroeste del golfo de Ancud.

### Bahía Pargua
Mapa de la bahía

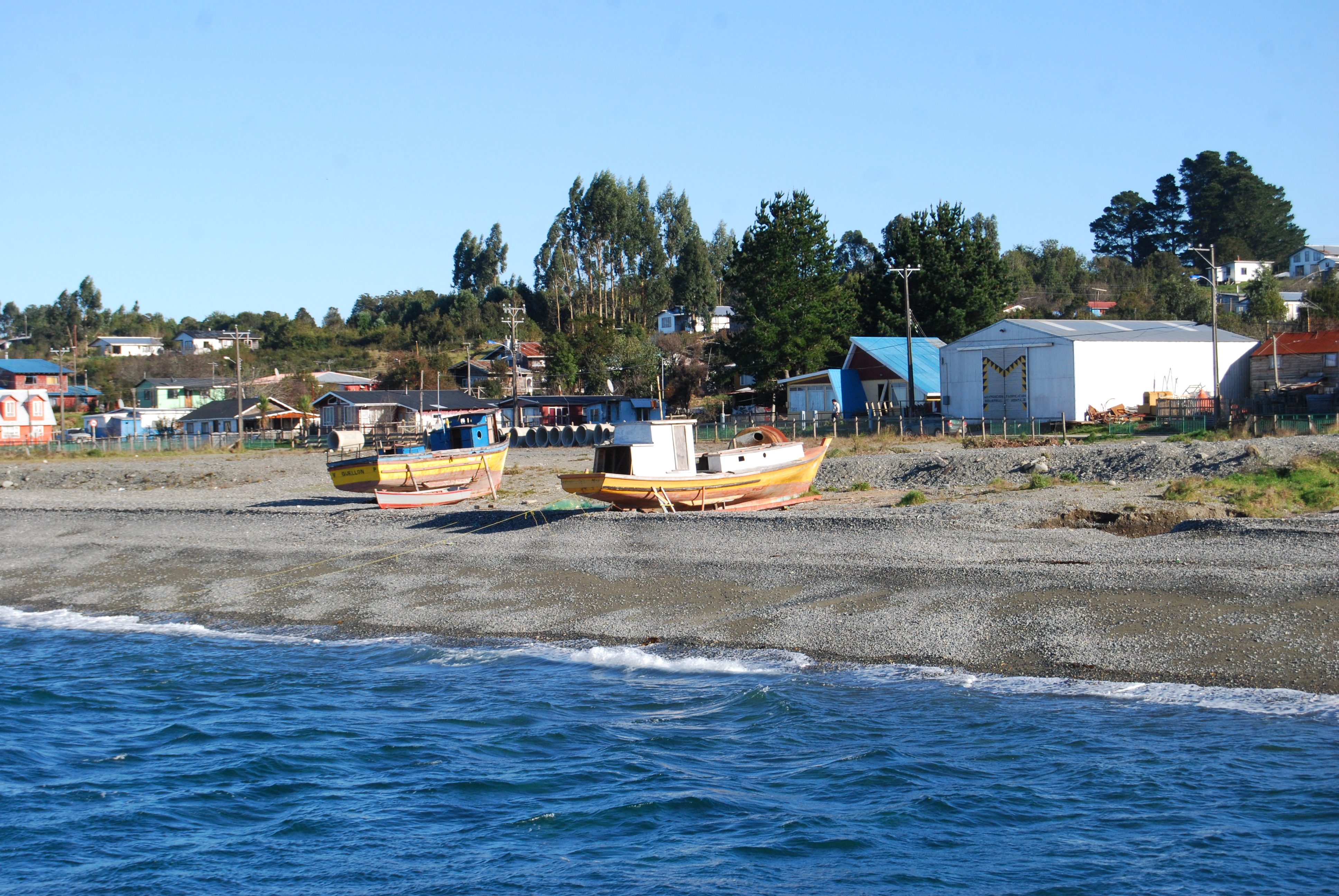
Pargua

Situada entre las puntas Coronel y Tique de la costa continental suroeste de la provincia de Llanquihue. Mide 3¼ nmi de ancho por 1½ nmi de saco. Su costa es baja y muy regular. Profunda y en la que las corrientes adquieren a veces la fuerza de un río correntoso. Tiene un fondeadero para naves de porte regular, en 20 metros de agua fondo de arena y piedrecilla, solo apto en caso de emergencia con calma o viento norte.
Existe un muelle para los transbordadores que efectúan el traslado de vehículos y pasajeros hasta Pargua. En su cabezo hay instalado un faro direccional que señala la ruta que deben seguir los transbordadores.

### Punta Tique
- Mapa de la punta

Situada 3½ nmi al ESE de la punta Coronel en el lado SW de la península Challahué. Marca el término por el este de bahía Pargua. Es alta y abrupta.

### Península Challahué
Se extiende desde el fondo del saco de bahía Pargua hacia el SE por 3½ nmi y con un ancho medio de 1½ nmi. Separa el golfo de Ancud de la ensenada Codihue. En su parte media se encuentra la punta Tique y termina en la punta Abtao.

### Ensenada Codihue
Mapa de la ensenada
Localizada entre la costa continental de la provincia de Llanquihue y las costas noreste de la península Challahué e isla Abtao. Mide 5 nmi de saco por un ancho variable entre ½ a 2½ nmi. Rodeada de cerros y colinas de elevación moderada en el que corren arroyos que proporcionan excelente agua dulce. A 1 nmi del fondo del saco, sobre la costa NE de la península Challahué, se encuentra la punta Peuque, notable por sus costados empinados y verticales y su forma. Tiene una profundidad que varía entre los 55 y 64 metros en el centro hasta 8,5 y 25 metros cerca del fondo del saco. El fondo es fango. Naves de cualquier tamaño pueden fondear en cualquier parte de ella.

### Canal San Antonio
Mapa del canal
Corre entre la costa continental de la provincia de Llanquihue y el lado oeste de la isla Quihua. Mide 5¾ nmi de largo por ¾ nmi de ancho medio. En su extremo norte se une al canal Quihua. Por el canal cruza la línea del telégrafo del Estado que en el medio del canal tiene una altura de 35 metros. Es navegable solo por lanchas de carga y embarcaciones pequeñas. En su entrada sur hay un fondeadero ocasional recomendable para naves de tamaño moderado.

### Isla Quihua
Mapa de la isla
Situada en la costa sur de la provincia de Llanquihue, como si formara parte de esta. De forma irregular. Mide 5 nmi de largo en dirección N-S por 2 nmi de ancho medio, en su extremo sur se encuentra la punta Chullehua de forma circular la que en su playa oriente tiene un enorme bloque errático de color blanquecino llamado roca San Pedro y que es un excelente punto de referencia para las embarcaciones que navegan la zona. Por su lado occidental corre el canal San Antonio y por el lado oriental el canal Quihua.

### Canal Abtao
Mapa del canal
Fluye entre la costa occidental de la isla Abtao y la península Challahué comunicando el golfo de Ancud con la ensenada Codihue. Tiene 2½ nmi de largo por ancho medio de 3 cables. Navegable solo por naves de pequeño porte. En su entrada norte tiene un bajo de 6 metros de agua.

### Canal Caicaén
Mapa del canal
Corre entre la costa de la provincia de Llanquihue y la costa SE y S de la isla Quihua y la costa occidental de la isla Calbuco. Mide 4¾ nmi de largo por 6 cables de ancho medio. De curso muy irregular. En su extremo NE tiene un banco de arena de solo 5 metros de agua en bajamar, en el lugar se ha construido un terraplén que la une al continente. Frente al poblado San José, en su entrada oeste, hay un excelente fondeadero para naves de hasta porte moderado. En su extremo norte lo cruzan tres cables aéreos de alta tensión cuyo seno queda 25 metros sobre el nivel medio del mar.

### Paso Quihua
Mapa del paso
Se desliza entre los costados este de los bajos Quihua y Corvio, la costa occidental de la isla Quenu y la roca Granelo del bajo Culenhué ubicado al N de la isla Polmallelhue. Tiene 2¾ nmi de largo por un ancho medio de 8 cables. Es profundo y limpio siempre que se consideren los 4 bajos con sondas de 8 a 2 metros ubicados al oriente de los bajos Quihua y Corvio y el bajo de la punta Pinto balizado por una boya luminosa. Este paso es la continuación hacia el norte del paso Corvio.

### Paso Corvio
Mapa del paso
Ubicado entre los lados SE y S del bajo Corvio y el extremo NW del arrecife destacado hacia el NW de la punta Polmaltahue de la isla Polmallelhue, es la continuación hacia el SW y W del paso Quihua y desemboca en el golfo de Ancud. Mide 2 nmi de largo y un ancho de 8 cables. Es más difícil de precisar en las pleamares que el paso Quihua, tiene como ayuda a la navegación el faro automático del bajo Corvio.

### Isla Abtao
Mapa de la isla
Ubicada al este de la punta Abtao de la península Challahué. Tiene la forma de una luna en cuarto menguante. Mide 3 nmi de largo entre las puntas Barranco por el norte y Quilque por el sur; su ancho medio es de ½ nmi. La punta Barranco tiene 47 metros de alto y es muy notable. Por su lado occidental corre el canal Abtao, por su lado norte se encuentra la ensenada Codihue y por el este la pequeña isla Lagartija. Está rodeada por bajos fondos que se alejan hasta 2 cables de sus costas. La costa SE despide hacia el sureste el bajo Abtao que tiene una extensión de 1½ nmi.

### Isla Calbuco
Mapa de la isla
Ubicada al este de la costa continental de la provincia de Llanquihue y la isla Quihua separada de ellas por el canal Caicaén. Mide 5¾ nmi de largo por un ancho medio de 5 cables, es más angosta en su parte central y ancha en sus extremos. La mayor altura es de 26 metros. Su extremo norte lo forma la punta La Picuta, su lado este la punta Aichú, al SE la punta Meimén y el extremo WSW la punta Caicaén. Cerca de la punta Yahuecha esta unida al continente por un terraplén.

### Paso Quenu
Mapa del paso
Se desliza entre la costa sur de la isla Calbuco y la punta norte de la isla Quenu. Mide 1½ nmi de largo por 4 cables de ancho. Es limpio y el único recomendable para tomar el canal Calbuco desde el sur. La boya luminosa del bajo de la punta Pinto es una ayuda a la navegación.

### Isla Quenu
Mapa de la isla
Localizada ½ nmi al sur de la isla Calbuco. Mide 1½ nmi de NW-SE por un ancho de 7 cables. Cubierta de árboles y sembrados y de una altura máxima de 34 metros, destaca en la zona por su hermoso paisaje. En su extremo norte está la punta Pinto, por el este las puntas Lilecura y Huechuquenu y en su extremo sur la punta Rumén.
Por su extremo norte fluye el paso Quenu, en su costado este el paso Pilolcura que la separa de la isla Chidguapi, por el sur se encuentran el paso Corvio y la isla Tabón. Por su costado occidental corre el paso Quihua que la separa de los bajos Corvio y Quihua, el bajo Corvio está señalizado por un faro automático.

### Paso Pilolcura
Mapa del paso
Fluye entre las islas Quenu y Chidguapi. Mide 4 nmi de largo. Es limpio y profundo, la parte más angosta tiene un ancho útil para la navegación de 6 cables.

### Isla Tabón
Mapa de la isla
Situada 2 nmi al sur de la isla Quenu. En realidad es un grupo de 4 o 5 pequeñas islas que en bajamar aparece como una sola llamada Tabón, en la pleamar aparecen las siguientes islas: Palmallelhue, Llanquinelhue, Colilquihue, Tabón y Lin. Su relieve es bajo.
La mayor del conjunto es Tabón, que tiene una altura de 46 metros y un largo de E-W de 3 nmi. En ella se forman dos bahías, Ilto y Lin. Posee un faro automático ubicado al interior de la costa sur.

### Bahía Ilto
Mapa de la bahía
Está ubicada en la costa oeste de la isla Tabón, entre esta y la isla Llanquinelhue, es totalmente abierta a los vientos y marejadas del oeste. Tiene 1 nmi de boca por 2 nmi de saco. Su profundidad en el centro es de 45 metros que en las orillas baja hasta 13 metros. Su fondo es arena. No sirve como fondeadero pero sus playas son muy útiles para varar embarcaciones menores.

### Bahía Lin
Mapa de la bahía
Situada en la costa norte del istmo de la isla Tabón, entre esta y Lin, completamente abierta a los vientos y marejadas del primer cuadrante. Tiene 1½ nmi de boca por 4 cables de saco. No es buena como fondeadero.

### Isla Chidguapi
Mapa de la isla
Sus coordenadas según el Derrotero son: L:41°50’00” S. G:73°07’00” W. Ubicada 1½ nmi al SE de la isla Calbuco y ½ nmi al NE de la isla Quenu. Mide 1¾ nmi de largo en sentido NW-SE por 4 cables de ancho. Su mayor altura es de 25 metros. Está cultivada en su totalidad y posee una cantidad apreciable de ganado lanar y vacuno.
Por su costado occidental el paso Pilolcura la separa de la isla Quenu y por el lado este, el canal Chidguapi la separa de la isla Puluqui. En su extremo norte se encuentra la punta Quiecho, por el este la punta Menea, en su extremo sur la punta Ahuenco y por el oeste las puntas Pilolcura y Blanca. En su costa SE se forma la bahía Menea apta solo para buques chicos y embarcaciones menores; en su costa oeste se encuentra el puerto Pilolcura, es un buen tenedero pero solo con buen tiempo.

### Canal Chidguapi
Mapa del canal
Corre entre las islas Puluqui y Chidguapi. Tiene un largo de 4 nmi y su ancho varía entre los 2 y 3 cables. Por él pueden navegar hasta naves de porte regular. En su boca sur hay una roca, Layene, que dificulta la navegación y la cual debe escapularse por el oeste de la derrota.

### Isla Puluqui
Mapa de la isla
Situada al este de las islas Calbuco y Chidguapi de las que la separa el canal Calbuco y el canal Chidguapi. Es la más extensa de las islas de esta zona. Mide 9 nmi de largo en dirección NW-SE por un ancho muy variable que en su parte sur alcanza las 3¾ nmi. Su extremo norte lo forma la punta San Ramón, el oriente la punta Perhué que tiene un monolito, el extremo sur la punta Tranca y por su costado occidental las puntas Lolcura, San Ramón y Llancacheo. Su parte oriental es más alta que la occidental, encumbrándose en algunos lugares sobre los 100 metros.
Los poblados más importantes se encuentran en la costa occidental cerca de las varias iglesias construidas. Produce toda clase de verduras y legumbres, papas como así mismo carne de vacuno, cerdo y de corral, pescados y mariscos de todas clases.

### Paso Queullín
Mapa del paso
Ubicado entre el extremo oriental de la isla Puluqui, punta Perhué, y el extremo oeste de la isla Queullín, punta Huin. Tiene 2½ nmi de ancho. Aguas profundas y sin peligros para la navegación de naves de todos los portes. Peligroso para las embarcaciones sin cubierta cuando el viento se opone a la marea porque se forma una raya muy peligrosa. La amplitud de la marea alcanza a 5 metros. Las corrientes varían entre 3 nudos en la vaciante y 5 nudos en sicigias. Este paso es el más recomendable de los que comunican el golfo de Ancud con el seno de Reloncaví.

### Isla Queullín
Mapa de la isla
Ubicada al ESE de la punta Perhue de la isla Puluqui separadas por el paso Queullín. Mide 2 nmi en dirección NW-SE por 1¼ de ancho. Su extremo noreste lo forma la punta Martín, el extremo sureste la punta Cola y el extremo noroeste la punta Huín. La punta Huín despide una restiga la que está señalizada por un faro automático. Al ESE de la punta Cola se ubica la punta Trentelhue de la costa continental quedando entre ellas el canal Nao.

### Paso Nao
Mapa del paso
Situado entre las islas Queullín y Nao. Mide 1 nmi de ancho. Permite la navegación de naves de todos los tamaños. La corriente de marea alcanza los 3 nudos. Une el golfo de Ancud con el seno de Reloncaví.

## Descripción del sector este

### Punta Trentelhué
Mapa de la punta
Marca el inicio norte de la costa continental oriental del golfo de Ancud. Es baja y boscosa. Despide hacia el NW una restinga de arena y piedras, de 20 metros de ancho, que en la bajamar une la costa con la isla Nao.

### Ensenada Gualaihué
Mapa de la ensenada
Situada entre las puntas Gualaihué y Quebraolas de la costa continental del golfo de Ancud. La punta Gualaihué posee un faro automático. Tiene 2 nmi de ancho en su boca. Parece muy espaciosa pero en bajamar su extensión se reduce a ⅓ de ella por un banco que cubre todo el fondo de la ensenada. En su extremo NE se abre la caleta Manzano. Los ríos Negro y Cisnes desembocan en ella, el río Negro es navegable un corto trecho que es aprovechado por los leñadores para bajar sus maderas hasta el mar. Las montañas que la rodean se elevan hasta 1000 metros sobre el nivel del mar y sus bosques son abundantes en alerce. Está medianamente poblada, abunda la caza, especialmente los cisnes.

### Canal Llanchid
Mapa del canal
Corre entre la costa continental y un grupo de alrededor de 10 islas e islotes, algunas de ellas son: Liguar, la de mayor tamaño, Mutri, Llanchid, Cuchillo, Malomacún y Mañíu. Mide 3 nmi de largo, es profundo, pero tiene la roca Huevo que reduce su ancho navegable a solo 1½ cables por lo que el canal es apto solo para buques pequeños.

### Canal Hornopirén
Mapa del canal

Volcán Hornopirén

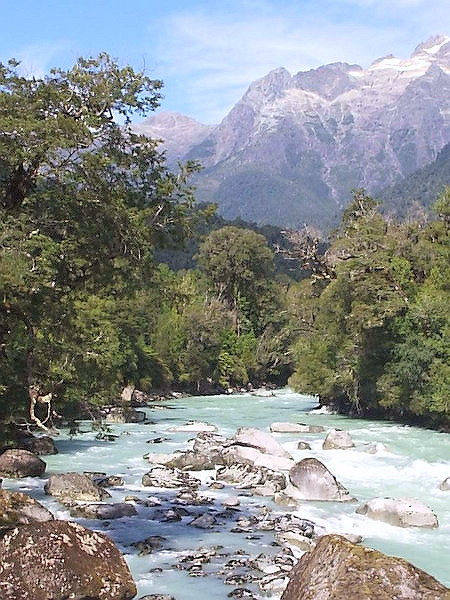
Río Blanco

Fluye entre la costa continental y los lados este, norte y oeste de la isla Pelada. Mide 10 nmi de largo por un ancho muy uniforme de 1 nmi. Muy profundo, más de 100 metros casi parejo. No presenta ningún peligro para la navegación de naves de todos portes. La costa continental, al norte del río Cholgo, es un cordón de cerros de más de 500 metros de alto cuyos lados caen casi a pique; detrás de estos hay otro cordón de mayor altura cubierto de nieves eternas. En él desaguan los ríos Blanco, Negro y Cholgo. 7 nmi al NNE del cerro Piti Horno se encuentra el volcán Hornopirén de 1430 metros de altura cuya cima está siempre cubierta de nieve y visible desde cualquier punto del seno de Reloncaví o del golfo de Ancud. Los ríos Blanco y Negro son navegables por un trecho, pero están obstruidos por gran cantidad de árboles y troncos.
La rama occidental del canal es similar a la oriental con cerros de más de 600 metros de alto con costas acantiladas y limpias. El cerro Piti Horno es muy característico y visible desde la entrada de los canales Llancahué y Comau. En la desembocadura del río Negro hay una pequeña caleta que está señalizada por un faro que facilita el fondeo de las embarcaciones que se dedican a transportar madera, pesca y ganado.

### Isla Pelada
Mapa de la isla
Situada próxima al continente está casi completamente rodeada por el canal Hornopirén, por su lado sur hay un canal que la separa de la isla Llancahué. Mide xx nmi de largo en dirección NE-SW por xxx nmi de ancho. Es de regulas altura, costas escarpadas, playas rocosas con abundante marisco. La vegetación la cubre sólo en la parte alta.

### Isla Llancahué
Mapa de la isla
Localizada ¾ nmi al sur de la isla Pelada y a igual distancia de la costa continental que se encuentra por su costado este. Mide 10½ nmi de largo en dirección N-S por 4 nmi de ancho medio. Es la más grande de la región, alta y boscosa. En su sector sur se eleva el cerro Calzoncillo de 1180 metros de alto.
En su costa norte está la caleta Andrade, de 1½ nmi de saco. En la costa sur el estero Bonito donde se obtiene abundante agua y mariscos. También en la costa norte se encuentra la caleta Los Baños, muy conocida y concurrida por su fuente termal cuya temperatura llega a 52 °C. La fuente brota en la playa y con un caudal de 30 litros por minuto. Su olor muestra la presencia de hidrógeno sulfurado. En Los Baños pueden fondear naves de hasta porte moderado, es un excelente surgidero, abrigado.

### Canal Llancahué
Mapa del canal
Corre entre el islote Cuchillo, la isla Llanchid, el islote Mutri y la isla Linguar que forman su lado oeste y las islas Llancahué, Cabras y Lobo que forman su lado este. Tiene un largo de 4 nmi en sentido NE-SW. Es amplio, profundo y limpio. Une el canal Llanchid con las aguas del golfo de Ancud.

### Canal Cholgo
Mapa del canal
Corre entre la costa continental y el lado este de la isla Llancahué, es la continuación hacia el sur del canal Hornopirén. Mide 5½ nmi de largo por ¾ nmi de ancho medio. Las costas de ambas riberas son muy elevadas, caen abruptamente al mar. Sufre la acción del viento NW que se encajona en la dirección del canal. Es limpio y exento de peligros, en su centro la profundidad está sobre los 100 metros. En el sector norte se forma la rada Potreros de Cholgo, apta para embarcaciones hasta de tamaño mediano. El canal destaca por la belleza de su entorno, se pueden ver los volcanes Hornopirán hacia el norte y Huequi y Minchimávida hacia el sur. Además es famoso por los bancos de cholgas y tacas que se recogen en sus costas.

### Estero Quintupeu
Mapa del estero
Localizado en la costa continental frente al extremo sur de la isla Llancahué. Su entrada es muy angosta, 1 cable de ancho, y su saco mide 3 nmi de largo en dirección E por ½ nmi de ancho medio. En el fondo del saco desagua el río del Salto. Es muy profundo. En 1915 estuvo fondeado el crucero alemán Dresden que huía de la percusión de naves británicas.

### Canal Comau
Mapa del canal
Se desplaza entre la costa sur de las islas Liliguapi y Llancahué y el extremo norte de la península Huequi. Es un paso ancho, profundo y limpio para naves de todos los portes. Es la boca de entrada al canal Cholgo y del estero Comau.

### Península Huequi
Mapa de la península
Situada 3 nmi al SW de la isla Llancahué. Está formada por tierras altas que se proyectan desde el continente hacia el golfo de Ancud. En su parte más austral tiene una garganta de solo 3½ nmi de ancho que la une al continente a la altura de la caleta Leptepu y el estero Pillán. Es de forma triangular. Mide 21 nmi de SE-NW. En ella se encuentra el volcán Huequi de 1050 metros de alto y hacia el SE el pico Buill. En su costa oeste se emplazan las caletas Ayacara y Buill, las principales del sector.

### Estero Comau
Mapa del estero
Ubicado entre la costa este de la península Huequi y la costa continental. Mide 22 nmi de largo en dirección N-S y un ancho que varía entre 3 y 1 nmi. En el fondo del saco desembocan los río Bodudahue y Leptepu. Su principal característica es su gran profundidad, entre 200 y 500 metros. Sus costas son altas y acantiladas. Su vegetación es espesa y rica en maderas siendo la principal el alerce. Los vientos del norte y sur se dejan sentir con fuerza. Las corrientes de marea no son importantes.

### Caleta Ayacara
Mapa de la caleta
Ubicada en la costa noroeste de la península Huequi, a 2½ nmi al SE de la punta Chulao. Tiene 4 cables de boca por 1 nmi de saco. En la costa este de la caleta se levanta un faro automático. Es un buen fondeadero para naves de hasta tamaño medio. Protegida de los vientos del 4° cuadrante por la costa de mediana altura y boscosa. Se puede obtener agua, leña y otros recursos como legumbres, papas y vacunos.

### Estero Reñihué
Mapa del estero
Emplazado entre la costa SW de la península Huequi y la costa continental, entre las puntas Buill y Chumildén. Mide 13 nmi de largo en dirección SE, su ancho va desde 5 nmi en su entrada disminuyendo hasta el fondo donde hay dos islas y un gran banco de arena y fango lugar en que desagua el río Reñihué. Está rodeado por altas montañas; en su lado norte se alza el volcán Michimahuida. Su navegación no presenta dificultades.

### Punta Chumildén
Mapa de la punta
Sus coordenadas según el Derrotero son: L:42°30’00” S. 72°48’00” W. Localizada en la costa continental a 5 nmi al SW de la punta Buill. Su contorno es muy boscoso. Es la punta sur de la entrada al estero Reñihué. En el lado NW se ha levantado un monumento muy visible. También hay un faro automático.

### Punta Tengo
Mapa de la punta
Sus coordenadas según el Derrotero son: L:42°37’00” S. 72°52’00” W. Ubicada sobre la costa continental, esta rodeada por aguas someras. Tiene instalado un faro automático. Es el extremo oriental del golfo de Ancud y además señaliza la entrada norte del canal Desertores.

## Descripción del sector sur
Los accidentes geográficos que se indican conforman de oeste a este el límite del sector sur del golfo: isla Caucahué, isla Aulin, isla Buta Chauques, isla Tac, isla Meulín, isla Caguache, isla Apiao, isla Chulín, isla Talcán y canal Desertores

## Descripción del sector oeste

### Punta Tres Cruces
Mapa de la punta
Emplazada 2 nmi al ESE de punta Soledad en la costa norte de la isla Chiloé. Es de altura moderada y boscosa. En ella se levanta un faro automático. Es el límite este del canal de Chacao por su ribera sur.

### Bahía Manao
Mapa de la bahía
Situada en la costa NE de la isla Chiloé entre las puntas Piedras y Lilicura. Tiene 2½ nmi de boca y 2½ nmi de saco. En ella hay tres surgideros, el primero del Ancla es muy empleado por las naves que esperan las condiciones propicias para navegar el canal de Chacao; el segundo, Chaihue tiene 20 a 30 metros de agua y el tercero, sin nombre, 13 metros de agua y fondo de arena. Expuesto a los vientos del 1° cuadrante. Hay abundante agua dulce, leña, peces y mariscos.

### Bahía Hueihue
Mapa de la bahía
Ubicada en la costa NE de la isla de Chiloé al sur de la bahía Manao entre las puntas Chilén y Lamecura. Tiene 2 nmi de boca por 2 nmi de saco. Al fondo del saco se encuentra el puerto Hueihue. Es abrigada contra todos los vientos excepto los del 2° cuadrante. Hay un surgidero para naves menores y otro para buques mayores en 50 metros de agua en el centro de la bahía.

### Bahía Linao
Mapa de la bahía
Abre en la costa NE de la isla de Chiloé inmediatamente al sur de la bahía Hueihue entre la punta Lamecura y la península Guapilinao. Tiene 1½ nmi de boca por 2¼ nmi de saco. Es abrigada contra todos los vientos, su tenedero es muy bueno, arena y fango duro, en 25 a 30 metros de agua. Tiene espacio para varios buques en tres surgideros: Hueldén, Doca y Linao. Hueldén es el fondeadero más recomendable para el invierno. En la punta NE de la península Guapilinao hay un faro automático.